# 野菜村
野菜村（やさいむら、야채부락리）は、CJインターネットが運営していたオンラインゲーム。2004年12月20日からネットマーブルジャパンにて提供が開始されたが、2011年2月16日 15:00をもって、日本国内でのサービス提供を終了した。

## ゲームシステム

### キャラクター
男性、女性のキャラクタータイプから合計12種類を選択可能。登録時の性別に応じてキャラクターを選択できる。野菜を基にした姿や名前となっている。また、アップデートにより有料でキャラクターを購入することも可能となった。
- 男性
  - ねぎお
  - たまごろう
  - だいきち
  - キムッチ
  - こめたろう
  - ピーター
- 女性
  - キャベリーナ
  - たまみ
  - ふうみん
  - セロリン
  - ニンニ
  - パセリーヌ

### レベル
500レベルまでは経験値を得ることによって成長することができる。500レベル以降はクエストを達成することによりレベルアップが可能である。また、1レベルアップごとに1ポイントずつボーナスポイントが得られる。これは、プレイヤー自身が、自分の伸ばしたい各種基本能力に自由に振ることができる。食事、モンスター退治、ミッション村で経験値を得ることができる。

### ペット
クエストやショップでペットを購入することができる。ペットはモンスターを攻撃する。ペット同士を合体をすることでより強力なペットを得ることができる。なお、500レベルに到達すると乗り物であるドラゴンを獲得する。ドラゴンは、ブルー、レッド、ブラックから選べる。また、501レベル以降毎にも乗り物を獲得できる。乗り物に騎乗にすると、移動が早くなる他、プレイヤーの代わりに攻撃するようになる。

### イベント
2週間に一度、週末（金曜～日曜、月曜までの3連休の場合は金曜～月曜）の19時～23時に、経験値2倍イベントが行われる。（場合によっては3倍もある）

## マップ

### 野菜村
- 養鶏場の前庭
- 屋根の上
- トラックの荷台
- 丘の上の広場
- 村はずれにある沼
- 農家の縁側
- 村の貯水池
- オバケ屋敷 (入場にはLv15以上)
- 船着場 (入場にはLv50以上)
- 小学校
- 教会
- 冬の田んぼ
- 市場への道
- ピクニック
- ゆうえんち
- すいか畑
- 横スクロール
- 三平の家
- スノービレッジ
- 伝説の鉱山 (消耗クエストMAP)
- 野菜城
- 秘湯
- ハロウィン屋敷 (入場にはLv100以上)

### 七聖堂
以下のことができる。
- 特殊アイテム購入　(移動が早くなるアイテム等の購入)
- 特殊アイテム/エサの売戻し
- クエストリストの表示
- 消耗性クエスト伝書購入
- ペットの合体
- ペットの交換
- ギルド作成
- ギルド一覧の表示、加入

### ゴミ捨て場
野菜村に出現するゴミを集め、ゴミ捨て場で交換すると賞賛値(ゲーム内通貨)を得ることができる。

### 遊園地
もぐらたたき、チャットなどのミニゲームができる。

### アイテムショップ
アバターを賞賛値やマナポイント(有料)を使用し購入することができる。

### 警察署
迷惑行為を行ったプレイヤーが警察署に転送されることがある。警察署では、その転送されたプレイヤーと面会や保釈の申請をすることができる。

### もののけ村
モンスター退治をすることができる。数マップあり、レベルの高いモンスターが出現するマップへは、プレイヤーのレベル、クエストの達成状況により入場が制限される。

### ミッション村
砂漠の神殿と森の神殿の2つのマップがある。基本的なルールはどちらも同じで、チームを組み様々なミッションをこなし先にゴールしたら勝利である。活躍に応じて経験値を入手できる。

### 初心者村
初心者のためのマップ。初めはこのマップでクエストをこなしていくことになる。